# Коммунистическая партия Австрии
Коммунистическая партия Австрии (нем. Kommunistische Partei Österreichs, KPÖ) — коммунистическая партия в Австрии, придерживающаяся позиций еврокоммунизма и демократического социализма. Основана в 1918 году на базе нескольких коммунистических групп и кружков, одним из основателей являлся К. К. Небенфюр. Член Партии европейских левых.

## История
Партия была легальна до запрета реакционным правительством Дольфуса в годы австрофашистской диктатуры (1933—1938), а затем аншлюса (1938—1945), после чего принимала активное участие в Сопротивлении. Входила в первый послевоенный кабинет Карла Реннера (7 портфелей). Представитель КПА Карл Альтман также входил в первое правительство Леопольда Фигля в качестве министра энергетики, но в 1947 году в соответствии с требованиями «плана Маршалла» был исключён оттуда.
С 1945 по 1959 год имела парламентское представительство на национальном уровне (1945 — 4 депутата, 1949 — 5, 1953 — 4, 1956 — 3), однако, несмотря на отсутствие в федеральном парламенте, пользуется серьёзной поддержкой в Штирии, в ландтаге которой непрерывно представлена с 2005 года.
В 1958 году конференция КПА приняла программный документ «Путь Австрии к социализму» (утвержден XVIII съездом КПА в 1961 году). В документе анализируется на основе принципов марксизма-ленинизма возможность и перспективы построения социализма в Австрии. В 1960-х в КПА возникла оппозиционная руководству группировка (Э. Фишер, Ф. Марке и другие), которая активизировала свою деятельность в период событий в Чехословакии. XXI съезд КПА, проводившийся в мае 1970 года, удалил оппозиционеров из руководства или исключил из партии. XXII съезд (январь 1974 г.) принял документ «Политико-идеологические принципы КПА», в котором указывается, что основы социалистического государства будут созданы в соответствии с общими закономерностями — установлением государственной власти рабочих, осуществлением ведущей роли марксистско-ленинской партии, обобществлением основных средств производства, плановым развитием экономики. Предполагается возможность Австрии прийти к социализму через переходный период антимонополистической демократии. XXIV съезд КПА принял резолюцию «Политическое положение и задачи партии», а также решения об активизации борьбы за разоружение и против неонацистской опасности. КПА участвовал в работе Московского совещания коммунистических и рабочих партий в 1957, 1960, 1969 годах, Берлинской конференции 1976 года и Парижской встрече 1980 года.
С 2012 года партия уверенно набирает влияние в Граце — на выборах в городской совет (2012) КПА получила 19,86 % голосов и 10 мандатов из 48, что позволило австрийским коммунистам сформировать вторую по величине фракцию после Австрийской народной партии, а в 2016—2017 годах представитель компартии Эльке Кар была заместителем бургомистра (мэра) города. На следующих муниципальных выборах, прошедших 5 февраля 2017 года, КПА завоевала симпатии 20,34 % избирателей (+0,48 %) и таким образом сохранила свои позиции в городском совете (10 мандатов из 48, вторая по численности фракция после АНП). В 2021 году Коммунистическая партия Австрии впервые в своей истории одержала победу на выборах в городской совет Граца, улучшив свой результат с 20,34 до 28,9% и сформировав фракцию из 15 депутатов. Глава городской партийной организации Эльке Кар была избрана бургомистром города.
На состоявшихся 23 апреля 2023 года муниципальных выборах коммунисты под руководством Кай-Михаэля Данкла смогли завоевать представительство в ландтаге (земельном парламенте) провинции Зальцбург, получив 11,7% голосов (в 2018 году — 0,4%) и 4 мандата из 36. На выборах в городской совет Зальцбурга в марте 2024 года список коалиции KPÖ Plus, вопреки прогнозам, получил 23,12% и занял второе место после СДПА (25,59%), а Данкл вышел во второй тур выборов бургомистра города, по итогам которого был избран вице-бургомистром городского правительства Зальцбурга. 
14 апреля 2024 года на муниципальных выборах в Инсбруке список КПА во главе с Пиа Томеди и Якобом Хундсбихлером впервые с 1971 года набрал 6,72% и смог вернуться в городской совет, получив 3 мандата.
Коммунистическую партию Австрии отличает критический взгляд по отношению к Европейскому союзу (Австрия вошла в состав Евросоюза в 1995 году).
После обнародования доклада Никиты Хрущёва «О культе личности и его последствиях» (1956) Коммунистическая партия Австрии дистанцировалась от идеологии сталинизма. В настоящее время КПА позиционирует себя как часть альтерглобалистского движения.
Известная австрийская романистка Эльфрида Елинек состояла в КПА с 1974 по 1991 год.

## Организационная структура
КПА состоит из земельных организаций (Landesorganisation), земельные организации из окружных организаций (Bezirksorganisation), окружные организации из партийных групп (Parteigruppe).
Высший орган — съезд (parteitag), между съездами — федеральное правление (bundesvorstand), высшее должностное лицо — федеральный председатель (bundesvorsitzender), высший контрольный орган — арбитражная комиссия (schiedskommission).
Земельные организации
Земельные организации соответствуют землям.
Высший орган земельной организации — земельная конференция (landeskonferenz), между земельными конференциями — земельное правление (landesvorstand), высшее должностное лицо — земельный председатель (landesvorsitzender).
Окружные организации
Окружные организации соответствуют статуарным городам и округам.
Высший орган окружной организации — окружное общее собрание (bezirksmitgliederversammlung), между окружными общими собраниями — окружное правление (bezirksvorstand), высшее должностное лицо — окружной председатель (bezirksvorsitzender).
Группы
Группы могут соответствовать городам, общинам и частям городов.
Высший орган группы — общее собрание (mitgliederversammlung), между общими собраниями — правление группы (gruppenvorstand), высшее должностное лицо — председатель группы (gruppenvorsitzender).
Коммунистическая молодёжь Австрии
Молодёжная организация КПА — Коммунистическая молодёжь Австрии (Kommunistische Jugend Österreichs, KJÖ, КМА), до 1970 года существовала общая с социалистами и католиками организация — Союз свободной австрийской молодёжи (Freie Österreichische Jugend) созданный в 1945 году, до 1945 года — Австрийский коммунистический союз молодёжи (österreichische Kommunistische Jugendverband). Существовала также детская организация — «Молодая гвардия» (основана в 1946 году). КМА состоит из земельных организаций (landesorganisation), крупные земельные организации могут делиться на окружные организации (bezirksorganisation).
Высший орган КМА — федеральный конгресс (bundeskongress), между федеральными конгрессами — федеральное правление (bundesvorstand), высшее должностное лицо КМА — федеральный председатель (bundesvorsitzender).
Земельные организации КМА
Земельные организации КМА соответствуют землям.
Высший орган земельной организации КМА — земельное общее собрание (landesmitgliederversammlung), в крупных земельных организациях — земельная конференция (landeskonferenz), между земельными общими собраниями — земельное правление (landesvorstand), высшее должностное лицо земельной организации КМА — земельный председатель (landesvorsiitzender).
Окружные организации КМА
Окружные организации КМА соответствуют округам и статуарным городам.
Высший орган окружной организации КМА — окружное общее собрание (bezirksmitgliderversammlung), между окружными общими собраниями — окружное правление (bezirksvorstand), высшее должностное лицо окружной организации КМА — окружной председатель (bezirksvorsitzender).

## Председатели
- Иоганн Коплениг (1924—1965, до 1945 генсекретарь)
- Франц Мури (май 1965 — январь 1990)
- В. Зильбермайер и С. Зон (январь 1990 — март 1991)
- Вальтер Байер

## Результаты на  выборах
- 1999 (парламент) — 0,48 %
- 2002 (парламент) — 0,56 %
- 2004 (Европарламент) — 0,78 % (коалиция)
- 2006 (парламент) — 1,01 %
- 2008 (парламент) — 0,76 %
- 2009 (Европарламент) — 0,65 %

По данным соцопросов популярность КПА резко выросла с 3.8% в 2022 году до 7 % в 2023, если партия сохранит такой показатель до 2024 года, то она впервые с 1953 г. сможет пройти в парламент страны. Ранее, в 2023 году КПА выиграла муниципальные выборы в Граце - втором по величине городе страны, а в марте 2023 года впервые с 1949 года прошла в ландтаг Зальцбурга, получив 4 места из 36 и 11,7 % голосов.